# Sawyerwood (Ohio)
Sawyerwood es un lugar designado por el censo ubicado en el condado de Summit en el estado estadounidense de Ohio. En el Censo de 2010 tenía una población de 1540 habitantes y una densidad poblacional de 582,37 personas por km².

## Geografía
Sawyerwood se encuentra ubicado en las coordenadas 41°1′57″N 81°26′55″O / 41.03250, -81.44861. Según la Oficina del Censo de los Estados Unidos, Sawyerwood tiene una superficie total de 2.64 km², de la cual 1.93 km² corresponden a tierra firme y (27.13%) 0.72 km² es agua.

## Demografía
Según el censo de 2010, había 1540 personas residiendo en Sawyerwood. La densidad de población era de 582,37 hab./km². De los 1540 habitantes, Sawyerwood estaba compuesto por el 95.97% blancos, el 1.23% eran afroamericanos, el 0.06% eran amerindios, el 0.19% eran asiáticos, el 0% eran isleños del Pacífico, el 0.52% eran de otras razas y el 2.01% pertenecían a dos o más razas. Del total de la población el 1.23% eran hispanos o latinos de cualquier raza.